# Општина Брадуц (Ковасна)
Брадуц (рум. Brăduţ) општина је у Румунији у округу Ковасна.
Oпштина се налази на надморској висини од 500 m.